# Steven Berkoff
Steven Berkoff, nome artístico de Leslie Steven Berks (Stepney, 3 de agosto de 1937) é um ator, autor, dramaturgo, professor teatral e encenador britânico.
Como criador de teatro, ele é conhecido por encenar trabalhos com um estilo de performance único, conhecido como "teatro Berkoviano", que combina elementos de teatro físico, tradicional e expressionismo. Seu trabalho às vezes é visto como um exemplo de teatro presencial, devido à apresentação intensa e ao material de quebra de tabus em várias de suas peças.
Como ator de cinema, ele é conhecido por interpretar vilões, incluindo General Orlov em James Bond Octopussy (1983), Victor Maitland em Beverly Hills Cop (1984), Tenente-Coronel Podovsky em Rambo: First Blood Part II (1985), além de Adolf Hitler na minissérie War and Remembrance (1988–89).